# Али ар-Рида
Али́ ибн Му́са ар-Рида́ (араб. عَلِيّ ٱبْن مُوسَىٰ ٱلرِّضَا‎; 12 апреля 770, Медина — 5 сентября 818, Тус), известный также как Абу́ аль-Хаса́н ас-Са́ни́ или просто има́м Рида́ — восьмой имам шиитов-двунадесятников, сын Мусы аль-Казима и потомок в седьмом поколении пророка Мухаммеда. Являлся блестящим полемистом, одним из самых известных знатоков Корана, хадисов и мусульманского права. Унаследовал от своего отца организацию, во главе которой стояли наиболее авторитетные учёные общины.

## Биография

### Ранние годы
Али родился в Медине в 765 (148 год хиджры), 768 (151 год хиджры) или 770 (153 год хиджры) годах. Его отец, Муса аль-Казим, был седьмым имамом шиитов-двунадесятников. Его мать была освобождённой рабыней, вероятно, берберского происхождения, чьё имя в разных источниках записывается по-разному, возможно, Наджма или Туктам. Момен пишет, что Али было тридцать пять лет, когда умер его отец, в то время как Дональдсон утверждает, что в то время ему было двадцать или двадцать пять.

### Провозглашение имамом
Аль-Казим назначил своего сына Али ар-Риду своим преемником перед смертью в тюрьме Харун ар-Рашида в 799 году (183 год хиджры) после нескольких лет тюремного заключения. Между тем большинство сторонников Мусы всё же признало его кончину и принесло присягу его сыну Али, получившему прозвище «снискавший [всеобщее] удовлетворение» или «угодный [всем]» (ар-рида, или в персидском произношении [ар-] риза/реза). Однако некоторые из последователей аль-Казима утверждали, что тот не умер и вернётся как махди, обещанный спаситель в исламе. Эти последователи стали известны как вакифиты, хотя позже они вернулись к господствующему шиитскому течению, объявив ар-Риду и его преемников наместниками аль-Казима. Братья ар-Риды не претендовали на имамат, но некоторые из них восстали против Аббасидов.

### Имамат

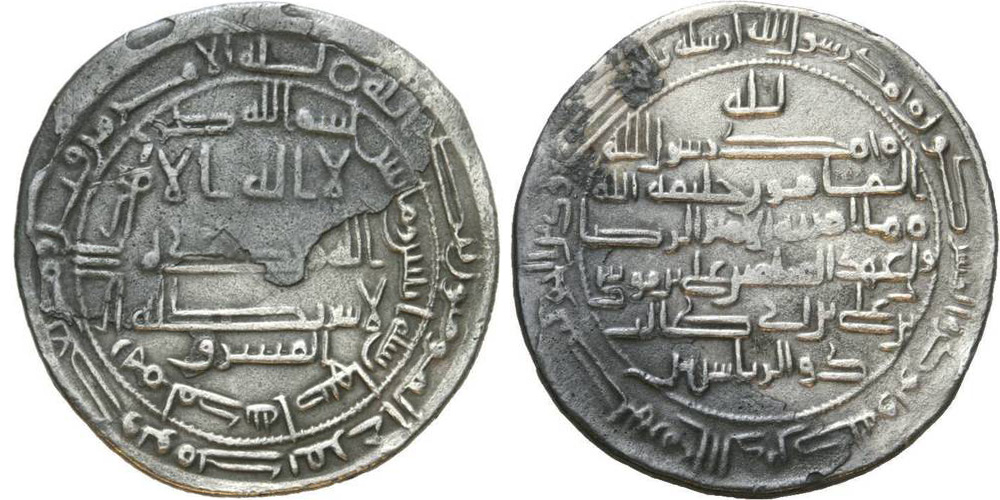
Серебряный аббасидский дирхам, отчеканенный в Исфахане в 817 году н. э. с именем халифа аль-Мамуна и Али ар-Риды, как наследника завета мусульман

Имамат ар-Риды совпал с правлением аббасидов Харун ар-Рашида и его сыновей аль-Амина и аль-Мамуна. Сыновья Харун ар-Рашида аль-Амин и аль-Мамун начали борьбу за власть в Халифате, которая продолжалась вплоть до 813 года и завершилась гибелью аль-Амина и победой аль-Мамуна. Первоначально Али занимал спокойную позицию и держался в стороне от политики, подобно своим предшественникам, а именно шиитским имамам с четвёртого по седьмой. Ар-Рида, известный своим благочестием и учёностью, издал фетвы в мечети Пророка в Медине, когда ему было ещё за двадцать, и передал хадисы от своих предков. На протяжении многих лет несколько его братьев и дядя Мухаммад ибн Джафар участвовали в алидских восстаниях в Ираке и Аравии, но ар-Рида отказывался от какого-либо участия. В этом отношении он походил на своего деда Джафар ас-Садика, который довольствовался духовным руководством шиитами, не стремясь к политической власти. В этот период единственным участием ар-Риды в политике, возможно, было посредничество между аббасидским правительством и его дядей Мухаммадом ибн Джафаром, который поднял восстание в Мекке.
Аббасидский халиф аль-Мамун поначалу проводил политику сближения с Алидами. В 816 году он приказал привести Али ибн Мусу из Медины в Хорасан. По прибытии последнего, халиф аль-Мамун дал ему лакаб ар-Рида и 24 марта 817 года провозгласил его своим наследником (вали аль-ахд). Аль-Мамун велел заменить официальный чёрный цвет Аббасидов на зелёный — цвет шиитов, а также распорядился чеканить на монетах после себя имя Али ар-Рида (ар-Рида — это топографическое место происхождения рода): «ар-Рида, имам мусульман». Чтобы укрепить их отношения, аль-Мамун выдал свою дочь замуж за ар-Риду и пообещал ещё одну дочь сыну ар-Риды в Медине, несовершеннолетнему в то время. Действия халифа аль-Мамуна вызвало ответную реакцию со стороны членов аббасидской династии, которые провозгласили в Багдаде халифом его дядю — Ибрахима ибн аль-Махди.

### Смерть

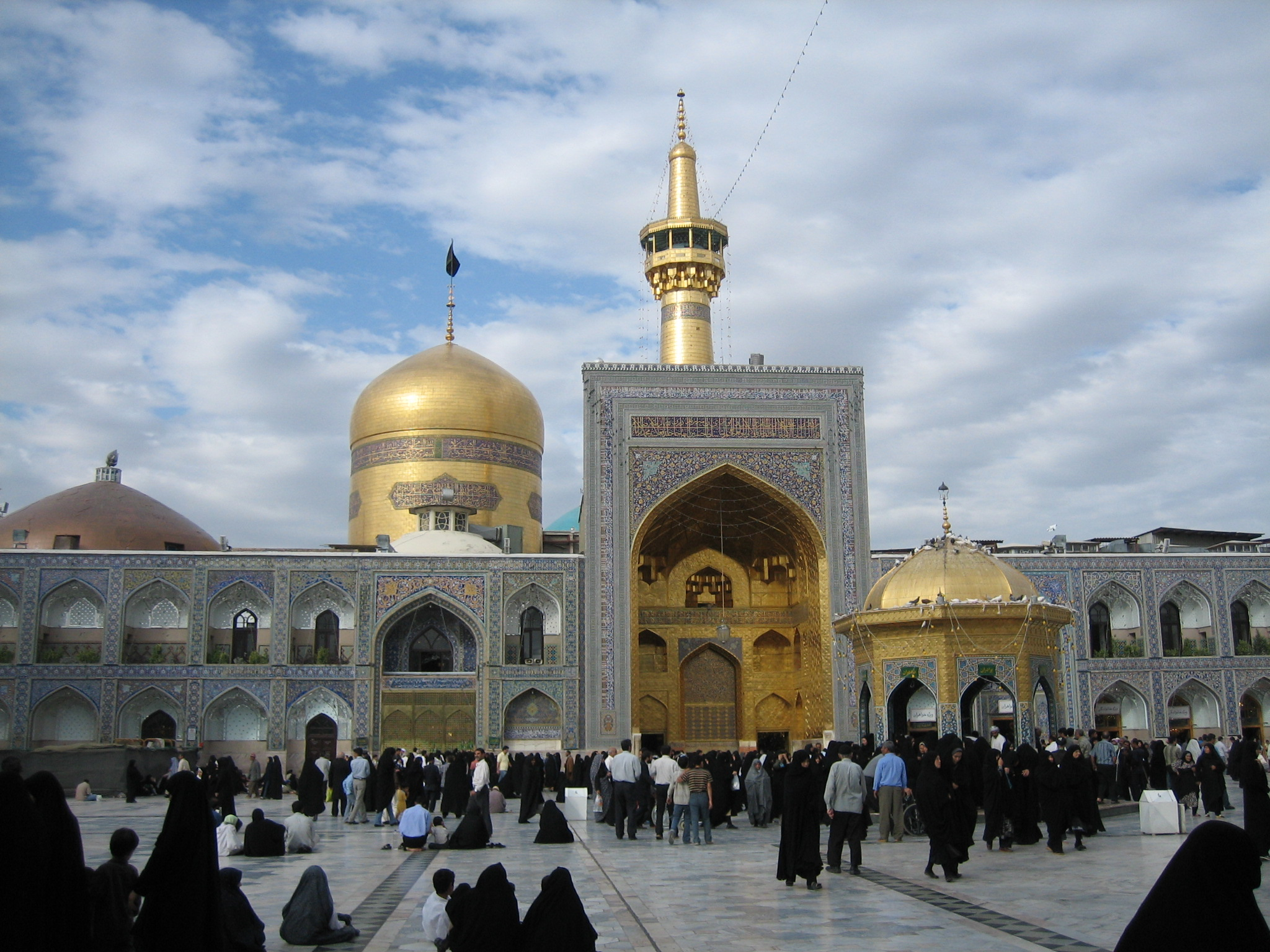
Мавзолей имама ар-Риды в Мешхеде

Ар-Рида умер в Тусе (современный Мешхед) в последний день 203 Сафара (сентябрь 818 года), возможно, в результате отравления. Другие приведённые даты варьируются от 202 Сафара (сентябрь 817) до 203 Зу-ль-Када (май 819). Источники, похоже, сходятся во мнении, что ар-Рида умер после непродолжительной болезни, когда сопровождал аль-Мамуна и его свиту обратно в Багдад. Его смерть последовала вскоре после убийства аль-Фадля ибн Сахля, персидского визиря аль-Мамуна, который стал фигурой, вызывающей разногласия. Маделунг пишет, что внезапные смерти визиря и очевидного наследника, чьё присутствие сделало бы любое примирение с могущественной оппозицией Аббасидов в Багдаде практически невозможным, убедительно свидетельствуют о том, что аль-Мамун был ответственен за них. Халиф аль-Мамун энергично отрицал это подозрение, оплакивал ар-Риду и устроил ему торжественные похороны, на которых сам исполнял обязанности имама. Внезапное изменение политики аль-Мамуна и попытка стереть память об ар-Риде (несмотря на непосредственные признаки скорби и организацию похорон, в результате которых тело ар-Риды было помещено в гробницу Харун ар-Рашида), казалось, подтвердили эти подозрения. Суннитские историки ат-Табари и аль-Масуди, оба жившие при Аббасидах, не рассматривают возможность убийства. В частности, аль-Масуди пишет, что ар-Рида умер в результате употребления слишком большого количества винограда. С другой стороны, шиитский учёный Табатабаи считает, что аль-Мамун отравил ар-Риду ввиду растущей популярности последнего и немедленного распространения шиитских учений. Некоторые суннитские авторы, по-видимому, также переняли шиитскую практику называть смерть ар-Риды мученичеством. Гробница ар-Риды в Мешхеде стала объектом паломничества шиитов.

### Преемственность
Мухаммаду, единственному ребёнку ар-Риды от рабыни неизвестного происхождения, было 7 или 9 лет, когда умер его отец. Наследование юного Мухаммада, позже ставшего известным как аль-Джавад («щедрый»), вызвало споры среди последователей его отца. Вместо этого группа из них приняла имамат брата ар-Риды, Ахмада ибн Мусы. Табатабаи, однако, считает раскол в шиитской среде после ар-Риды незначительным и часто временным. Учёные шиитов-двунадесятников отметили, что Иисус получил свою пророческую миссию в Коране, когда был ещё ребенком, таким образом, некоторые считают, что аль-Джавад получил необходимое совершенное знание всех религиозных вопросов благодаря божественному вдохновению со времени своего наследования, независимо от его возраста.

### Диспуты
Шиитские более поздние источники сообщают, что в резиденции халифа в Мерве устраивались собеседования и диспуты по вопросам религии с участием самого аль-Мамуна, ар-Риды и не только суннитских и шиитских, но также христианских, иудейских и даже зороастрийских теологов. Возможно, что известный Феодор Абу Курра, христианский епископ, упоминавший о своём участии в религиозном диспуте при дворе халифа Мамуна, имел в виду один из таких диспутов с участием ар-Риды.

## Память
- Именем ар-Риды назван университет в Тегеране.
- В Иране о его жизни был снят телесериал.

### Комментарии
1. ↑  Т. е. предстоятеля на молитве.
2. ↑  По сообщению путешественника Ибн Баттуты, бывшего здесь в 30—х годах XIV в., шииты-паломники, совершив поклонение перед гробницей имама ‘Али ар-Риды, бросали камни на гробницу Харун ар-Рашида. Гробницу ‘Али ар-Риды, как гробницу ‘Алида и святого мужа, почитали и сунниты[24].
3. ↑  Более поздние предания называют её то нубийкой, то гречанкой, то коптянкой; они сходятся на том, что она была христианкой[25].

### Книги
- Петрушевский, И. П. Ислам в Иране в VII—XV веках (курс лекций) / Отв. редактор В. И. Беляев. — Л.: Издательство Ленинградского университета, 1966. — 400 с.
- Кныш, А. Д., Маточкина, А. И. Шиитский ислам: учебное пособие. — СПб.: Президентская библиотека, 2016. — 183 с. — ISBN 5905273987. — ISBN 978-5-905273-98-8.
- Donaldson, Dwight M. The Shi'ite Religion: A history of Islam in Persia and Irak. — London: Luzac, 1933. — 393 p. — ISBN 0598503781. — ISBN 9780598503787.
- The Cambridge History of Islam: Volume undefined: Islamic Society and Civilisation (англ.) / Holt, P. M., Ann, K. S. Lambton., Lewis, Bernard. — Cambridge University Press, 1977. — (The Cambridge History of Islam). — ISBN 978-0-521-29138-5.
- Tabatabae. Shi'ite Islam (англ.) / translated by Sayyid Mohammad Hosayn. — Albany, New York: SUNY Press, 1979. — 216 p. — ISBN 0-87395-272-3.
- Momen, Moojan[перс.]. An Introduction to Shi'i Islam (англ.). — New Heaven: Yale University Press, 1985. — XXII, 397 p. — ISBN 978-0-300-03531-5.
- Rahim, Habibeh. Kazim, Musa al- (англ.) / In Jestice, Phyllis G. (ed.). Holy People of the World. — Calif.: ABC-CLIO, 2004. — ISBN 978-1-57607-355-1.
- Rizvi, Sajjad H. Ali al-Rida (англ.) / In Meri, Josef W. (ed.). Medieval Islamic Civilization. — New York: Routledge, 2006. — 933 p. — (Routledge encyclopedias of the Middle Ages). — ISBN 0415966906. — ISBN 978-0-415-96690-0.
- Daftary, Farhad. A History of Shi'i Islam (англ.). — London: I.B. Tauris, 2013. — 315 p. — (Shi'i heritage series). — ISBN 07-556-0866-6. — ISBN 978-0-755-60866-9.

### Статьи
- Ализаде А. А. Али ибн Муса // Исламский энциклопедический словарь. — М. : Ансар, 2007. — ISBN 978-5-98443-025-8. (CC BY-SA 3.0)
- ‘Alī al-Reżā / Madelung Wilferd. // Encyclopædia Iranica [Электронный ресурс] :  [англ.] / ed. by E. Yarshater. — 1985. — Vol. I, Fasc. 8. — P. 877—880.
- Mūsā al-Kāẓim / Kohlberg, E. // Encyclopaedia of Islam. 2nd ed :  [англ.] : in 12 vol. / ed. by P. J. Bearman, Th. Bianquis, C. E. Bosworth, E. van Donzel, W. P. Heinrichs et al. — Leiden : E.J. Brill, 1960—2005. (платн.)
- ‘Alī al-Riḍā / Lewis, B. // Encyclopaedia of Islam. 2nd ed :  [англ.] : in 12 vol. / ed. by P. J. Bearman, Th. Bianquis, C. E. Bosworth, E. van Donzel, W. P. Heinrichs et al. — Leiden : E.J. Brill, 1960—2005. (платн.)
- al-Riḍā ‘Alī al-Riḍā / Bayhom-Daou, Tamima // Encyclopaedia of Islam. THREE :  [англ.]. — Leiden : Koninklijke Brill, 2022. — ISSN 1873-9849. (платн.)